# Carpathian Couriers Race
La Carpathian Couriers Race (nommée auparavant Carpathia Couriers Path de 2010 à 2012 inclus) est une course par étapes. L'épreuve fait partie de l'UCI Europe Tour dans la catégorie 2.2U et est donc réservée aux cyclistes de moins de 23 ans.

## Palmarès
| Année                    | Vainqueur,          | Deuxième             | Troisième                |
| ------------------------ | ------------------- | -------------------- | ------------------------ |
| Carpathia Couriers Path  |                     |                      |                          |
| 2010                     | Adrian Honkisz      | Kamil Zieliński      | Sergey Sakavets          |
| 2011                     | Paweł Bernas        | Paweł Poljański      | Jarosław Kowalczyk       |
| 2012                     | Maurits Lammertink  | Jakub Novák          | Łukasz Owsian            |
| Carpathian Couriers Race |                     |                      |                          |
| 2013                     | Stefan Poutsma      | Daan Meijers         | Jeroen Meijers           |
| 2014                     | Gregor Mühlberger   | Eduard-Michael Grosu | Przemysław Kasperkiewicz |
| 2015                     | Tim Ariesen         | Álvaro Cuadros       | Dries Van Gestel         |
| 2016                     | Hamish Schreurs     | Michał Paluta        | Max Kanter               |
| 2017                     | Alessandro Pessot   | Kamil Malecki        | Robert Kessler           |
| 2018                     | Filip Maciejuk      | Jens van den Dool    | Sven Burger              |
| 2019                     | Marijn van den Berg | Giovanni Aleotti     | Meindert Weulink         |
| 2020                     | Jordan Habets       | Adam Kuś             | Antti-Jussi Juntunen     |
| 2021                     | Filip Maciejuk      | Daan Hoeks           | Fran Miholjević          |
| 2022                     | Fran Miholjević     | Francis Juneau       | Alexander Hajek          |
| 2023                     | Gal Glivar          | Giulio Pellizzari    | Davide De Cassan         |